# Уша (станція)
Уша (біл. Уша) — станція Мінського відділення Білоруської залізниці в Молодечненському районі Мінської області. Розташована в селі Красне; на лінії Мінськ-Пасажирський — Молодечно, поміж зупинними пунктами Лосі і М'ясота.